# Отбедо-Василевская волость
Отбедо-Василевская волость — административно-территориальная единица Херсонского уезда Херсонской губернии.
По состоянию на 1886 состояла из 16 поселений, 18 сельских общин. Население 8582 человека (4318 мужского пола и 4264 женского), 829 дворовых хозяйств.
|                        | Площадь, дес. | В том числе пахотной, дес. |
| ---------------------- | ------------- | -------------------------- |
| Сельских общин         | 18 972        | 8631                       |
| Частной собственности  | 61 763        | 12 010                     |
| Казённой собственности | 4709          | 800                        |
| Другой собственности   | 240           | 240                        |
| Всего                  | 85 684        | 21 681                     |

Самые большие поселения волости:
- Отбидо-Василевка — село при реке Ингулец в 60 верстах от уездного города, 469 человек, 89 дворов, православная церковь, лавка. За 12 вёрст — трактир, за 16 — трактир, за 17 — православная церковь.
- Бобровый Кут — колония немцев и евреев, 206 человек, 40 дворов, лютеранский молитвенный дом, еврейский молитвенный дом, школа, 2 лавки.
- Большая Сейдеминуха — колония немцев и евреев при реке Ингулец, 2197 человек, 141 двор, лютеранский молитвенный дом, еврейский молитвенный дом, школа, лавка.
- Галагановка — село при реке Ингулец, 395 человек, 65 дворов, 2 лавки.
- Евгеньевка — село при реке Ингулец, 376 человек, 62 двора, скамейка.
- Елизаветовка (Тарасова) — село при реке Ингулец, 423 человека, 64 двора, 2 лавки, паромная переправа через реку Ингулец.
- Ивановка (Кепене) — село при реке Ингулец, 322 человека, 50 дворов, 2 лавки.
- Малая Сейдеминуха — колония евреев при реке Ингулец, 520 человек, 33 двора, еврейский молитвенный дом, лавка, винный склад.
- Павловка (Снегиревский район) — село при реке Ингулец, 494 человека, 82 двора, скамейка.
- Юрьевка (Георгиевка) — село при реке Ингулец, 87 человек, 13 дворов, камера мирового судьи.